# 타냐 토지
타냐 토지(Tahyna Tozzi, 1986년 4월 24일 ~ )는 오스트레일리아의 배우이다.